# كلودين أندريه
كلودين أندريه هي عالمة رئيسيات وكاتِبة بلجيكية، ولدت في 6 نوفمبر 1946 في Manage, Belgium ‏ في بلجيكا.